# Cubaris solidulus
Cubaris solidulus là một loài chân đều trong họ Armadillidae. Loài này được Collinge miêu tả khoa học năm 1915.